# Scott Lipsky
Scott Lipsky (Merrick, 14 augustus 1981) is een voormalig professionele Amerikaanse tennisspeler en in het internationale tenniscircuit voornamelijk actief als dubbelspeler. Lipsky speelde voor zijn profcarrière collegetennis in de Verenigde Staten.
In 2011 won Lipsky met Casey Dellacqua het gemengddubbelspel op Roland Garros door in de finale het duo Katarina Srebotnik / Nenad Zimonjić te verslaan in drie sets.

## Palmares
| Legenda                       | Legenda               |
| ----------------------------- | --------------------- |
| Grand Slam                    |                       |
| Olympische Spelen             |                       |
| tot 2009                      | vanaf 2009            |
| Tennis Masters Cup            | ATP Finals            |
| ATP Masters Series            | ATP Tour Masters 1000 |
| ATP International Series Gold | ATP Tour 500          |
| ATP International Series      | ATP Tour 250          |

### Dubbelspel
| Nr.                          | Datum             | Toernooi             | Ondergrond    | Partner           | Tegenstanders in finale                | Score                | Details |
| ---------------------------- | ----------------- | -------------------- | ------------- | ----------------- | -------------------------------------- | -------------------- | ------- |
| Gewonnen finales herendubbel |                   |                      |               |                   |                                        |                      |         |
| 1.                           | 18 februari 2008  | ATP San José         | Hardcourt (i) | David Martin      | Bob Bryan Mike Bryan                   | 7–6(4), 7–5          | Details |
| 2.                           | 3 mei 2009        | ATP Estoril (1)      | Gravel        | Eric Butorac      | Martin Damm Robert Lindstedt           | 6–3, 6–2             | Details |
| 3.                           | 19 juli 2010      | ATP Atlanta          | Hardcourt     | Rajeev Ram        | Rohan Bopanna Kristof Vliegen          | 6–3, 6–7(4), [12–10] | Details |
| 4.                           | 4 februari 2011   | ATP Delray Beach     | Hardcourt     | Rajeev Ram        | Christopher Kas Alexander Peya         | 4–6, 6–4, [10–3]     | Details |
| 5.                           | 13 februari 2011  | ATP San José (2)     | Hardcourt (i) | Rajeev Ram        | Alejandro Falla Xavier Malisse         | 6–4, 4–6, [10–8]     | Details |
| 6.                           | 24 april 2011     | ATP Barcelona        | Gravel        | Santiago González | Bob Bryan Mike Bryan                   | 5–7, 6–2, [12–10]    | Details |
| 7.                           | 15 juli 2012      | ATP Newport          | Gras          | Santiago González | Colin Fleming Ross Hutchins            | 7-6(3), 6-3          | Details |
| 8.                           | 25 augustus 2012  | ATP Winston-Salem    | Hardcourt     | Santiago González | Pablo Andújar Leonardo Mayer           | 6-3, 4-6, [10-2]     | Details |
| 9.                           | 25 mei 2013       | ATP Oeiras (1)       | Gravel        | Santiago González | Aisam-ul-Haq Qureshi Jean-Julien Rojer | 6-3, 4-6, [10-7]     | Details |
| 10.                          | 16 juni 2013      | ATP Halle            | Gras          | Santiago González | Daniele Bracciali Jonathan Erlich      | 6-2, 7-6(3)          | Details |
| 11.                          | 4 mei 2014        | ATP Oeiras (2)       | Gravel        | Santiago González | Pablo Cuevas David Marrero             | 6-3, 3-6, [10-8]     | Details |
| 12.                          | 24 mei 2014       | ATP Düsseldorf       | Gravel        | Santiago González | Martin Emmrich Christopher Kas         | 7-5, 4-6, [10-3]     | Details |
| 13.                          | 3 mei 2015        | ATP Estoril (2)      | Gravel        | Treat Huey        | Marc López David Marrero               | 6–1, 6–4             | Details |
| 14.                          | 1 november 2015   | ATP Valencia         | Hardcourt (i) | Eric Butorac      | Feliciano López Maks Mirni             | 7-6(4), 6-3          | Details |
| 15.                          | 1 mei 2016        | ATP Estoril (3)      | Gravel        | Eric Butorac      | Łukasz Kubot Marcin Matkowski          | 6-4, 3-6, [10-8]     | Details |
| 16.                          | 22 oktober 2017   | ATP Antwerpen        | Hardcourt (i) | Divij Sharan      | Santiago González Julio Peralta        | 6-4, 2-6, [10-5]     | Details |
| Verloren finales herendubbel |                   |                      |               |                   |                                        |                      |         |
| 1.                           | 22 juli 2007      | ATP Los Angeles      | Hardcourt     | David Martin      | Bob Bryan Mike Bryan                   | 6-7(5), 2-6          | Details |
| 2.                           | 4 mei 2008        | ATP München          | Gravel        | David Martin      | Michael Berrer Rainer Schüttler        | 5-7, 6-3, [8-10]     | Details |
| 3.                           | 20 juli 2008      | ATP Indianapolis     | Hardcourt     | David Martin      | Ashley Fisher Tripp Phillips           | 6-3, 3-6, [5-10]     | Details |
| 4.                           | 28 september 2008 | ATP Bangkok          | Hardcourt (I) | David Martin      | Lukáš Dlouhý Leander Paes              | 4-6, 6-7(4)          | Details |
| 5.                           | 17 januari 2009   | ATP Auckland         | Hardcourt     | Leander Paes      | Martin Damm Robert Lindstedt           | 5-7, 4-6             | Details |
| 6.                           | 6 februari 2011   | ATP Johannesburg     | Hardcourt     | Rajeev Ram        | James Cerretani Adil Shamasdin         | 3-6, 6-3, [7-10]     | Details |
| 7.                           | 17 juni 2012      | ATP Halle            | Gras          | Treat Huey        | Aisam-ul-Haq Qureshi Jean-Julien Rojer | 3-6, 4-6             | Details |
| 8.                           | 21 juni 2014      | ATP 's Hertogenbosch | Gras          | Santiago González | Jean-Julien Rojer Horia Tecău          | 3-6, 6-7(3)          | Details |
| 9.                           | 12 april 2015     | ATP Houston          | Gravel        | Treat Huey        | Ričardas Berankis Tejmoeraz Gabasjvili | 4-6, 4-6             | Details |
| 10.                          | 30 augustus 2015  | ATP Winston-Salem    | Hardcourt     | Eric Butorac      | Dominic Inglot Robert Lindstedt        | 2-6, 4-6             | Details |
| 11.                          | 16 januari 2016   | ATP Auckland         | Hardcourt     | Eric Butorac      | Mate Pavić Michael Venus               | 5-7, 4-6             | Details |
| 12.                          | 14 januari 2017   | ATP Auckland         | Hardcourt     | Jonathan Erlich   | Marcin Matkowski Aisam Ul-Haq Qureshi  | 6-1, 2-6, [3-10]     | Details |
| Gewonnen challengers         |                   |                      |               |                   |                                        |                      |         |
| 1.                           | 25 juli 2005      | Toljatti             | Hardcourt     | Mark Nielsen      | Flavio Cipolla Massimo Ocera           | 6-2, 6-3             |         |
| 2.                           | 26 september 2005 | Tulsa                | Hardcourt     | David Martin      | Rik De Voest Harel Levy                | 6-0, 6-2             |         |
| 3.                           | 10 oktober 2005   | Sacramento           | Hardcourt     | David Martin      | John Paul Frutter Mirko Peha           | 6-4, 6-4             |         |
| 4.                           | 29 mei 2006       | Busan                | Hardcourt     | Todd Widom        | Robert Kendrick Cecil Mamiit           | 6-3, 6-7(2), [10-7]  |         |
| 5.                           | 5 juni 2006       | Yuba City            | Hardcourt     | David Martin      | Nicholas Monroe Horia Tecău            | 6-0, 6-4             |         |
| 6.                           | 7 augustus 2006   | Binghamton           | Hardcourt     | David Martin      | Colin Fleming Jamie Murray             | 7-5, 5-7, [10-3]     |         |
| 7.                           | 18 september 2006 | Lubbock              | Hardcourt     | Chris Drake       | Goran Dragicevic Mirko Pehar           | 7-6(2), 6-3          |         |
| 8.                           | 6 november 2006   | Nashville            | Hardcourt     | David Martin      | Rik De Voest Eric Nunez                | 6-7(7), 6-4, [10-6]  |         |
| 9.                           | 5 maart 2007      | Salinas              | Hardcourt     | David Martin      | Thiago Alves Franco Ferreiro           | 7-5, 7-6(9)          |         |
| 10.                          | 21 januari 2008   | Waikoloa             | Hardcourt     | David Martin      | Satoshi Iwabuchi Go Soeda              | 6-4, 5-7, [10-7]     |         |
| 11.                          | 26 januari 2009   | Carson               | Hardcourt     | David Martin      | Lester Cook Donald Young               | 7-6(3), 4-6, [10-6]  |         |
| 12.                          | 20 april 2009     | Tallahassee          | Hardcourt     | Eric Butorac      | Colin Fleming Ken Skupski              | 6-1, 6-4             |         |
| 13.                          | 1 juni 2009       | Nottingham           | Gras          | Eric Butorac      | Colin Fleming Ken Skupski              | 6-4, 6-4             |         |
| 14.                          | 10 augustus 2009  | Binghamton           | Hardcourt     | Rik De Voest      | Carsten Ball Kaes Van't Hof            | 7-6(2), 6-4          |         |
| 15.                          | 1 februari 2010   | Dallas               | Hardcourt (i) | David Martin      | Vasek Pospisil Adil Shamasdin          | 7-6(7), 6-3          |         |
| 16.                          | 10 oktober 2010   | Rennes               | Hardcourt     | David Martin      | Denis Gremelmayr Björn Phau            | 6-4, 5-7, [12-10]    |         |
| 17.                          | 1 november 2010   | Eckental             | Tapijt (i)    | Rajeev Ram        | Sanchai Ratiwatana Sonchat Ratiwatana  | 6-7(2), 6-4, [10-4]  |         |
| 18.                          | 24 januari 2011   | Singapore            | Hardcourt     | David Martin      | Sanchai Ratiwatana Sonchat Ratiwatana  | 5-7, 6-1, [10-8]     |         |
| 19.                          | 28 februari 2011  | Dallas               | Hardcourt (i) | Rajeev Ram        | Dustin Brown Björn Phau                | 7-6(3), 6-4          |         |
| 20.                          | 11 april 2011     | Athene               | Hardcourt     | Colin Fleming     | Matthias Bachinger Benjamin Becker     | opg.                 |         |
| 21.                          | 13 maart 2012     | Dallas               | Hardcourt     | Santiago González | Bobby Reynolds Michael Russell         | 6-4, 6-3             |         |
| 22.                          | 16 maart 2014     | Irving               | Hardcourt     | Santiago González | John-Patrick Smith Michael Venus       | 4-6, 7-6(7), [10-7]  |         |
| 23.                          | 23 april 2017     | Sarasota             | Gravel        | Jurgen Melzer     | Stefan Kozlov Peter Polansky           | 6-2, 6-4             |         |
| 24.                          | 29 april 2017     | Tallahassee          | Gravel        | Leander Paes      | Maximo Gonzalez Leonardo Mayer         | 4-6, 7-6(5), [10-7]  |         |

## Prestatietabellen
| Legenda | Legenda                          |
| ------- | -------------------------------- |
| g.t.    | geen toernooi gehouden           |
| l.c.    | lagere categorie                 |
| –       | niet deelgenomen                 |
| G       | uitgeschakeld in de groepsfase   |
| 1R      | uitgeschakeld in de eerste ronde |
| 2R      | uitgeschakeld in de tweede ronde |
| 3R      | uitgeschakeld in de derde ronde  |
| 4R      | uitgeschakeld in de vierde ronde |
| KF      | uitgeschakeld in de kwartfinale  |
| HF      | uitgeschakeld in de halve finale |
| F       | de finale verloren               |
| W       | het toernooi gewonnen            |
| w-v     | winst/verlies-balans             |

### Prestatietabel (dubbelspel)
| Grandslamtoernooien   |                |                |                 |                 |                 |                 |                 |                 |                 |                 |                 |                 |         |
| Australian Open       | –              | 2R             | 1R              | 2R              | 1R              | KF              | 1R              | 1R              | 1R              | 2R              | 1R              | 2R              | 7–11    |
| Roland Garros         | 1R             | 2R             | 1R              | 2R              | KF              | 3R              | 1R              | 2R              | 1R              | 3R              | 2R              | 1R              | 11–12   |
| Wimbledon             | 3R             | 1R             | 2R              | 1R              | 2R              | KF              | 2R              | 2R              | 2R              | 1R              | 1R              |                 | 10–11   |
| US Open               | 1R             | 1R             | 1R              | 1R              | 1R              | 3R              | 1R              | HF              | 3R              | 1R              | 1R              |                 | 8–11    |
| Winst-verlies         | 2–3            | 2–4            | 1–4             | 2–4             | 4–4             | 10–4            | 1–4             | 6–4             | 3–4             | 3–4             | 1–4             | 1–2             | 36–45   |
| ATP World Tour Finals |                |                |                 |                 |                 |                 |                 |                 |                 |                 |                 |                 |         |
| ATP World Tour Finals | –              | –              | –               | –               | –               | –               | –               | –               | –               | –               | –               |                 | 0-0     |
| ATP Masters 1000      |                |                |                 |                 |                 |                 |                 |                 |                 |                 |                 |                 |         |
| Indian Wells          | –              | –              | –               | –               | –               | 1R              | HF              | 1R              | –               | –               | –               | –               | 3–3     |
| Miami                 | –              | –              | –               | –               | –               | 2R              | –               | 1R              | 1R              | 1R              | –               | –               | 1-4     |
| Monte Carlo           | –              | –              | –               | –               | –               | –               | –               | –               | –               | –               | –               | –               | 0–0     |
| Madrid                | –              | –              | –               | –               | –               | –               | –               | –               | 1R              | –               | –               | –               | 0-1     |
| Rome                  | –              | –              | –               | –               | –               | –               | HF              | 1R              | –               | –               | –               | –               | 3-2     |
| Hamburg               | –              | –              | lager categorie | lager categorie | lager categorie | lager categorie | lager categorie | lager categorie | lager categorie | lager categorie | lager categorie | lager categorie | 0–0     |
| Montréal/Toronto      | –              | –              | –               | –               | –               | 2R              | –               | –               | –               | –               | –               |                 | 1–1     |
| Cincinnati            | –              | 1R             | –               | –               | 2R              | –               | HF              | –               | 1R              | –               | –               |                 | 4–4     |
| Shanghai              | gee. Mas. 1000 | gee. Mas. 1000 | –               | –               | 1R              | 1R              | 1R              | 2R              | –               | –               | –               |                 | 1–4     |
| Parijs                | –              | –              | –               | –               | –               | 2R              | KF              | –               | –               | –               | –               |                 | 3-2     |
| Olympische Spelen     |                |                |                 |                 |                 |                 |                 |                 |                 |                 |                 |                 |         |
| Olympische Spelen     | g.t.           | –              | geen toernooi   | geen toernooi   | geen toernooi   | –               | geen toernooi   | geen toernooi   | geen toernooi   | –               | gt              | gt              | 0-0     |
| Statistieken          |                |                |                 |                 |                 |                 |                 |                 |                 |                 |                 |                 |         |
| Totaal aantal titels  | 0              | 1              | 1               | 1               | 3               | 3               | 2               | 2               | 2               | 1               | 1               | 0               | 16      |
| Totaal winst-verlies  | 14-17          | 22-22          | 18-22           | 15-18           | 29-25           | 35-27           | 29-26           | 24-26           | 32-25           | 24-23           | 18-20           | 6-8             | 266-260 |
| Eindejaarsranking     | 64             | 57             | 51              | 59              | 29              | 25              | 31              | 32              | 40              | 48              | 69              |                 | n.v.t.  |

N.B. "G" = groepsfase / "l.c." = lagere categori